# Edyta Dzieniszewska
Marta Walczykiewicz (5 mai 1986 à Augustów) est une kayakiste polonaise pratiquant la course en ligne.

## Palmarès

### Jeux olympiques
- 2008 à Pékin, (Chine)
  - 4e en K-4 500 m

### Championnats d'Europe de canoë-kayak course en ligne
- Championnats d'Europe 2012 à Zagreb  Croatie
  -  Médaille d'or en K-1 1000 m

- Championnats d'Europe 2011 à Belgrade  Serbie
  -  Médaille de bronze en K-1 1000 m

- Championnats d'Europe 2008 à Milan  Italie
  -  Médaille d'argent en K-4 1000 m

- Championnats d'Europe 2005 à Poznań  Pologne
  -  Médaille d'or en K-4 1000 m